# Ken Levine (herní vývojář)
Ken Levine (* 1. září 1966) je americký herní vývojář, který je nejvíce znám jako kreativní ředitel a spoluzakladatel Irrational Games. Produkoval počítačovou hru BioShock a je také znám jako tvůrce her Thief: The Dark Project a System Shock 2. V roce 2010 ho americký magazín Game Informer zařadil mezi „Storytellers of the Decade“ („vypravěče dekády“). V roce 2013 obdržel za práci na titulech System Shock 2 a BioShock ocenění „Lifetime Achievement Award“.